# Dhimitër Trajçe
Dhimitër Trajçe (ur. 22 czerwca 1913 w Korczy, zm. 4 stycznia 2006) – albański aktor i reżyser.

## Życiorys
W okresie międzywojennym występował na scenie amatorskiej w Korczy, w repertuarze molierowskim, pod kierunkiem reżysera Sokrata Mio. W czasie wojny był aktorem Teatru Partyzanckiego. Po zakończeniu wojny pełnił funkcję dyrektora domu kultury, był założycielem pierwszej orkiestry symfonicznej w Korczy. W 1950 należał do grona założycieli Teatru Andon Zako Cajupi w Korczy, gdzie występował do końca swojej kariery scenicznej. Po ukończeniu kursu reżyserskiego w ZSRR oprócz występowania na scenie reżyserował spektakle dla sceny korczańskiej.
W roku 1958 zadebiutował na dużym ekranie w filmie Tana. W swoim dorobku artystycznym miał 9 ról filmowych i jedną rolę w serialu telewizyjnym. Uhonorowany tytułem Zasłużonego Artysty (Artist i Merituar). Imię aktora nosi jedna z ulic w północnej części Korczy.

## Role filmowe
- 1958: Tana
- 1965: Vitet e para
- 1970: I teti në bronx jako Mazllem
- 1975: Rrugicat që kërkonin diell
- 1976: Përballimi jako kelner
- 1979: Mesonjetorja jako nauczyciel Bexhet
- 1979: Ne vinim nga lufta jako Muharrem Binoku
- 1981: Agimet e stinës së madhe jako Demir aga
- 1984: Duaje emrin tënd jako Vasil
- 1985: Enveri ynë